# M'enterro en els fonaments
M'enterro en els fonaments és una novel·la de l'escriptor català Manuel de Pedrolo escrita el 1962 i publicada el 1967. És la història d'un assassinat per raons polítiques en la dictadura franquista dels anys seixanta, narrada a dues veus per un pare i el seu fill, i planteja un enfrontament generacional. L'obra es va adaptar en un film homònim dirigit per Josep Maria Forn el 1969.

## Edicions
- M'enterro en els fonaments. Edicions Proa, 1967.
- M'enterro en els fonaments. Proa Butxaca, 2001.
- M'enterro en els fonaments. Sembra Llibres, 2018.[2]